# Jasmonate

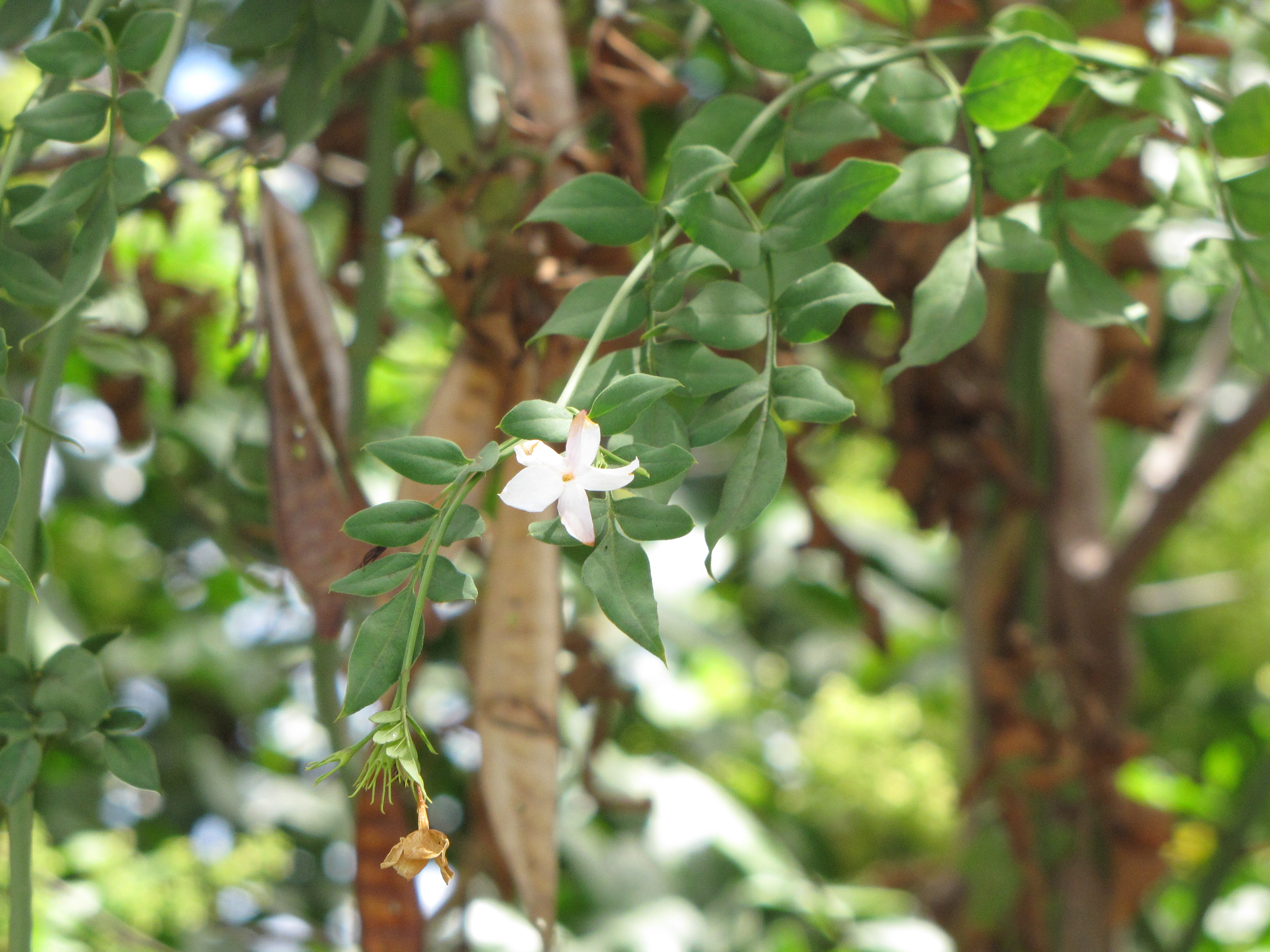
Jasminum grandiflorum, một cây thuộc chi Nhài

Jasmonate (JA) và các dẫn xuất của nó là các hormone thực vật với bản chất là lipid, chúng giúp điều hòa một loạt các quá trình trong thực vật, từ sự tăng trưởng và quang hợp đến sự phát triển sinh sản. Đặc biệt, JA rất quan trọng để giúp thực vật chống lại động vật ăn cỏ và đáp ứng của thực vật đối với các điều kiện môi trường kém và các "thách thức" phi sinh học hoặc sinh học khác. Một số JA cũng có thể được giải phóng dưới dạng hợp chất hữu cơ dễ bay hơi (VOC) để cho phép "giao tiếp" lẫn nhau giữa các cây để đề phòng mối nguy hiểm.
Việc phân lập được methyl jasmonate từ dầu hoa nhài có nguồn gốc từ Jasminum grandiflorum đã dẫn đến việc phát hiện cấu trúc phân tử của jasmonate và cũng là nguồn gốc tên gọi của chúng.

## Cấu trúc hóa học
Jasmonates (JA) là một oxylipin, tức là một dẫn xuất của axit béo oxy hóa. Nó được sinh tổng hợp từ axit linolenic, bắt đầu từ trong màng của lục lạp. Quá trình tổng hợp được bắt đầu với việc chuyển đổi axit linolenic thành axit 12-oxo-phytodienoic (OPDA), sau đó trải qua một sự khử và ba lần oxy hóa để tạo thành (+)-7-iso-JA, axit jasmonic. Chỉ có sự chuyển đổi axit linolenic thành OPDA là xảy ra trong lục lạp; tất cả các phản ứng tiếp theo xảy ra ở peroxisome.
Bản thân JA có thể được chuyển hóa thành các dẫn xuất dạng hoạt động hoặc không hoạt động. Methyl JA (MeJA) là một hợp chất dễ bay hơi có thể chịu trách nhiệm về "giao tiếp" giữa các cây. JA liên kết với amino acid isoleucine (Ile) tạo thành JA-Ile, hiện là JA chuyển hóa duy nhất được biết đến là cần thiết cho truyền tín hiệu JA. JA có thể trải qua decarboxyl hóa để tạo nên cis-jasmone.